# Blood Bowl
Cet article concerne le jeu de figurine. Pour les adaptations en jeu vidéo, voir Blood Bowl (jeu vidéo, 1995) et Blood Bowl (jeu vidéo, 2009).
Blood Bowl est un jeu de football américain fantastique, à la fois jeu de figurines et jeu de société, créé par Jervis Johnson en 1987. L'action se situe dans l'univers de Warhammer Fantasy Battle, un monde médiéval fantastique imaginé par la compagnie Games Workshop.

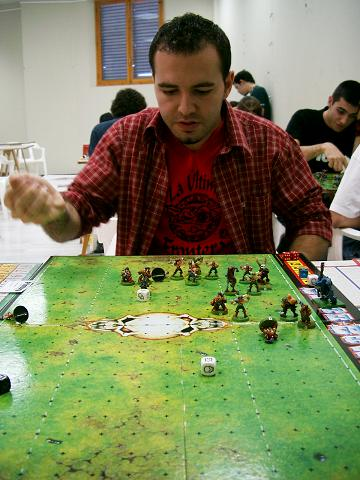
plateau de jeu de Blood Bowl.

Le jeu a connu trois éditions commerciales qui se distinguent par des règles de jeu révisées. Une communauté active est présente sur Internet et les concepteurs publient régulièrement des mises à jour, améliorant les règles du jeu.

## Le jeu

### Description
Blood Bowl propose de jouer sur un plan de jeu une partie de sport, sorte de mélange entre le football américain et le rugby, le tout mis en scène dans le contexte fantastique propre à l'univers de Warhammer. De nombreuses équipes comme les orcs, les elfes, ou les guerrières amazones s'affrontent sur le terrain avec pour objectif de marquer des touchdowns  tout en décimant l'effectif adverse. Une partie consiste donc en un savant mélange de gestion tactique et de brutalité aveugle.

### Éléments de jeu
Le jeu se joue sur un plateau de jeu représentant un terrain, divisé en deux moitiés de 15 cases de large par 13 de profondeur. Des gabarits permettent de mesurer la distance des passes ainsi que les effets de certains sortilèges. Des dés à 6 faces sont utilisés afin de déterminer le succès des actions effectuées par les joueurs et une bonne gestion du risque est la clé d'une stratégie réussie.
Les forces en présence consistent en deux équipes, chacune sélectionnée par un joueur tenant le rôle de l'entraîneur (le coach). Une partie est un match composé de deux mi-temps, elles-mêmes décomposées en 8 tours de chaque équipe. L'objectif est de marquer un maximum de touchdowns au cours de la partie.
Les équipes sont choisies parmi une vingtaine de races. Chaque équipe dispose d'un effectif de 16 joueurs dont 11 d'entre eux peuvent s'aligner sur le terrain lors d'un coup d'envoi. Chaque joueur est représenté par une figurine ; le nombre relativement limité de figurines nécessaires pour jouer une partie rend Blood Bowl beaucoup plus accessible que de nombreux autres jeux de figurines.

### Jeu simple ou en ligue
Le jeu peut se pratiquer sous la forme de partie d'exhibition ou de ligue.
Le format « partie d'exhibition » consiste simplement à aligner deux équipes et à les faire s'affronter. Ce format permet de jouer des équipes au choix des joueurs et de profiter de toutes les règles du jeu.
En revanche, dans un format de ligue qui propose de jouer plusieurs matchs successifs, les joueurs peuvent acquérir des points d'expérience à la fin de chaque partie. En fonction de sa performance dans le match, chaque joueur gagne des points qui lui permettent d'obtenir de nouvelles compétences. Le jeu comprend également un système monétaire qui permet à l'entraîneur de gérer son groupe. Au départ, il dispose d'un budget fixe pour composer l'équipe. Par la suite, un revenu lui est octroyé à la suite de chaque partie, permettant ainsi d'ajouter des joueurs ou d'autres renforts annexes à l'équipe. Enfin, les entraîneurs disposeront d'une caisse noire pour soudoyer l'arbitre ou fomenter quelques coups bas d'avant-match à leur adversaire dans le but de favoriser leur équipe.
Le fait de gérer l'évolution de son équipe est un élément qui donne une profondeur supplémentaire au jeu. Ainsi, le choix de la composition de l'équipe initiale peut se faire d'après la progression que l'on veut donner à ses joueurs. De plus, au cours d'un match, chaque joueur pourra choisir de privilégier les actions de certains joueurs clés afin de leur permettre de marquer des points d'expérience, quitte à augmenter la prise de risque... Enfin, combiner les compétences peut permettre de créer des joueurs très spécialisés dans un domaine, autant de nouvelles potentialités à exploiter pendant le jeu. Citons par exemple :
- un coureur d'égouts skaven bénéficiant d'une augmentation de mouvement et la compétence sprint, qui gagnera la capacité de se déplacer suffisamment pour espérer pouvoir marquer en un seul tour de jeu ;
- un joueur avec tacle, poursuite et tacle plongeant, qui sera capable de marquer au plus près un coureur adverse ;
- un joueur de première ligne disposant de blocage, châtaigne et garde qui deviendra un nettoyeur parfait dans la ligne d'avantage[5].

### Types de joueurs
Le jeu propose à chaque entraîneur de diriger une équipe composée de joueurs d'une race spécifique. Une vingtaine d'équipes sont disponibles, chacune disposant de caractéristiques qui lui sont propres.
Les équipes comptent habituellement de trois à six types de joueurs, parmi lesquels on effectue son recrutement pour former son équipe initiale.  Généralement, les équipes sont des déclinaisons des cinq postes suivants : bloqueurs, coureurs, lanceurs, blitzeurs et joueurs standards (les trois-quarts).
Il arrive parfois que des joueurs plus imposants, dits « Balaises », rejoignent aussi l'équipe. Ce sont Minotaures, Ogres, Hommes-arbres, Trolls pour ne citer qu'eux.
De plus, des stars du Blood Bowl peuvent être recrutées le temps d'un match pour donner un véritable boost à l'équipe. Ainsi, les règles du jeu décrivent les hauts faits de légendes telles que le talentueux blitzer des Reikland Reavers, Griff Oberwald, ou encore le mythique Ogre des Chaos All Stars Morg'n'Thorg, et il est possible moyennant finance de s'adjoindre leur service l'espace d'une partie.
Enfin, le coach pourra s'adjoindre les services d'un apothicaire (soigneur), de pom-pom girls, d'assistants et/ou d'un sorcier qui permettront d'influer sur le cours du match.

### L'esprit du jeu
Blood Bowl est un mélange des genres. Il est construit sur un socle ludique, celui de l'univers fantastique de Warhammer. Dans ce contexte, il propose de mettre en scène ces créatures dans la situation particulièrement inattendue pour ce monde d'une sorte de partie de football américain.
Doté de règles complètes, Blood Bowl permet de jouer une partie dans laquelle on retrouve l'essentiel des compartiments d'un jeu de balle et de contact (passes, débordements, blocages, coup d'envoi, fautes...). Si ses règles permettent la mise en place de véritables stratégies, l'introduction et la maîtrise de l'aspect aléatoire, l'influence par des éléments extérieurs comme des arbitres corrompus, l'utilisation d'objets et d'armes n'ayant manifestement rien à voir avec ce sport, ou encore l'intervention périodique d'un public peu fair-play, éloigne à bien des égards ce jeu d'une simulation sportive pure. Ainsi, Blood Bowl s'apparente à une sorte de produit ludique qui ne se prend pas au sérieux.
Blood Bowl est un jeu faisant preuve d'un certain humour. Les anciens livrets de jeu étaient également truffés d'anecdotes fictives à l'attention des fans du genre, dans lesquelles étaient décrites des situations cocasses s'étant produites à l'occasion de rencontres opposant différentes races. Ce qui n'est hélas plus le cas dans la dernière mouture des règles.
L'esprit sportif n'est pas de mise au Blood Bowl, tous les coups étant permis. Les joueurs ne sont pas immortels et doivent fréquemment être remplacés après une partie trop rugueuse. La stratégie d'un coach repose autant sur la gestion de son banc et sur l'opposition des lignes avant, sur la mise en place d'une tactique de jeu bien définie, que sur un brin de chance aux dés. Le jeu fait donc la part belle aux phases de contact, tout en conservant des séquences de placement au cours desquelles les équipes vont déployer des manœuvres élaborées pour parvenir à inscrire des touchdowns.

### Aspect stratégique
Selon la théorie du jeu, Blood Bowl est un jeu à information complète et imparfaite.
Au moment où le coach doit effectuer une action, il dispose en effet de tous les éléments de décision de chaque joueur: toutes les informations lui sont accessibles. Cela donne un caractère complet au jeu. Cela n'est pas vrai, en revanche, lors de l'utilisation de certaines règles optionnelles marginales introduisant des cartes à jouer dont chaque coach dispose face cachée.
Au cours de son tour de jeu, le coach ne peut pas préjuger du résultat de toutes ses actions dans la mesure où un certain facteur aléatoire existe. En effet, tous les blocages, passes, et déplacements périlleux, sont sujets à des jets de dés.
Au-delà de ces considérations théoriques, l'aspect stratégique prédomine dans ce jeu. Les dispositions initiales des équipes lors du coup d'envoi sont savamment étudiées. Lors d'un engagement, une équipe reçoit la balle et va donc se trouver en situation d'attaque. Elle va tenter d'abriter la balle dans ses lignes arrières tout en faisant une percée, soit par un joueur isolé qui pourra recevoir une passe, soit par un passage en force. Inversement l'équipe qui donne le coup d'envoi est en situation de défense, et devra resserrer ses lignes pour ne pas laisser progresser l'adversaire, et fondre vers le porteur de balle pour la lui dérober et inverser l'attaque.
Des sites de fans discutent et proposent différentes formations d'engagement, selon les types d'équipes et de joueurs alignés, et l'équilibre des forces en présence.
Enfin, si un jeu de stratège est entièrement possible, la prise de risque peut donner des parties beaucoup plus enlevées. Les coachs peuvent tenter des actions statistiquement défavorables, comme des passes au milieu de la mêlée, des esquives successives avec un joueur peu agile ou encore un blocage à force inférieure. En multipliant des actions risquées, l'échec est probable mais les réussites sont d'autant plus retentissantes que les manœuvres engagées étaient périlleuses. Cela donne au jeu de Blood Bowl tout son sens, celui d'un jeu stratégique où la présence d'un facteur aléatoire permet tout renversement de situation.

### Maîtrise de l'aspect aléatoire
L'intérêt du jeu s'affirme à nouveau dans la gestion du risque ; les chances de succès de chaque action sont connues de manière déterminée, et des critères de jeu sont à la disposition de chaque coach afin de maximiser autant que possible les chances de réussites. Ainsi, un coach peut faire preuve d'une gestion parfaite des risques et n’avoir que de très faibles probabilités d'échec sur un minimum d'action, ayant ainsi l'assurance de la bonne mise en place de sa stratégie.
Toute action peut être rejouée une seule fois.
- Une action physique se résout généralement sur un dé à 6 faces, un résultat de 1 étant toujours un échec. Lorsque le seuil de réussite est 2 ou +, la probabilité d'échec avec une relance pour deux dés est de 1/36e, soit 2,8 % de chances. Un résultat de 6 est toujours un succès.
- Une action de blocage se résout sur des dés spéciaux à 6 faces, une face indiquant un échec systématique. Une situation « favorable » de blocage est une situation dans laquelle les deux dés sont lancés pour ne garder que le meilleur. Sans relance, le seuil d'échec est de 2,7 % alors qu'avec une relance de ces deux dés, le seuil d'échec est de 0,08 %.

Ainsi, le jeu propose un côté probabiliste qu'un jeu précautionneux permet de minimiser, ce qui redonne de la consistance à l'aspect stratégique des parties.

## Les différentes versions du jeu

### Historique
Même si pendant longtemps, aucune version commerciale n'est sortie, porté par la communauté de joueurs qui continuait à avoir de l'engouement pour Blood bowl, Games Workshop a maintenu une activité de mise à jour des règles connue sous le nom de Living Rulebook (ou « livret de règles vivant », souvent abrégé en LRB, parfois traduit incorrectement en « livre de règles de base »).
Après avoir étudié les commentaires des joueurs sur le jeu, l'équipe de conception, dirigée par le créateur, édite une revue de l'état du jeu annuelle décrivant l'état du jeu et proposant quelques amendements aux règles existantes. Partant de cette analyse, les joueurs sont invités à faire des propositions pour améliorer les règles et rendre le jeu encore plus attractif. Après un procédé de validation, cette démarche se concrétise par l'édition d'un nouveau LRB contenant une mise à jour des règles, et qui devient le nouveau standard de jeu.
Jouables avec le matériel disponible dans la boite commerciale (3e édition), ces nouvelles règles améliorent la jouabilité, nivellent un peu le côté probabiliste et rectifient les aberrations des éditions précédentes. Elles entretiennent un renouvellement du jeu et sont en partie la raison d'une communauté de joueurs persistante malgré sa faible disponibilité aujourd'hui (Blood Bowl ne se trouve pratiquement plus qu'en achat par correspondance chez l'éditeur, et chez de rares revendeurs spécialisés). 
De plus, ces nouvelles règles sont intégrées dans les logiciels permettant de jouer sur Internet, autre témoignage du réel suivi de la communauté.
- La version originale (1987) contenait des règles sommaires, un plateau de jeu et des figurines en carton. Elle était déjà accompagnée de son extension "Zone mortelle" permettant de gérer les ligues ainsi que les joueurs stars. Games Workshop sortira à cette occasion quelques figurines en plomb en nombre très restreint qui seront par la suite reprises dans la seconde édition sortie un an plus tard.

- La seconde édition (1988) introduit des figurines plastiques, un plateau de jeu en relief (en polystyrène expansé), des règles refondues, et un matériel de jeu largement plus complet. Deux extensions sous forme de livres de règles sont sorties pour cette édition : STARS et le SUPPLÉMENT DES RÈGLES.

- La troisième édition (1994) pose les bases de la version actuelle du jeu. Le terrain est redimensionné, les dés de blocage apparaissent, la règle du turnover est introduite (quand une figurine rate une action, même si tous ses partenaires n'ont pas joué, c'est à l'autre équipe de jouer) ainsi que celle du compte-tours (auparavant le match durait jusqu'à ce qu'une des deux équipes ait inscrit trois touchdowns). Toutes ces modifications rendent le jeu plus équilibré et plus stratégique.

- Tout en gardant les mécanismes de base de la 3e édition, les règles sont maintenant régulièrement mises à jour via les LRB (Living Rule Books) téléchargeables gratuitement sur internet. Le LRB 5, sorti en 2006, a révolutionné les mécanismes de ligue. La dernière mouture des règles, le LRB 6, n'a apporté que des modifications à la marge.

- La quatrième édition (2016), en novembre 2016, Games workshop sort une nouvelle version du jeu, longtemps tombé dans l'oubli, une nouvelle politique commerciale fait apparaitre cette nouvelle édition. Les figurines sont mises au nouveau standard, plus grande, les socles passent de 25 à 32 mm. Les règles de la LRB6 sont reprises et subissent quelques modification sans de réel changement. Games Workshop renoue avec l'énorme communauté de joueurs de Blood Bowl dans le monde...

- La cinquième édition (2020), en novembre 2020, Games Workshop sort en magasin une nouvelle version du jeu plateau avec des règles refondues : Blood Bowl : Deuxième Saison surnommé BB2020[9].

### Les règles actuelles

#### Séquence du jeu
Les règles actuelles reposent sur un mécanisme de tours. Une mi-temps est composée de 8 tentatives pour chaque joueur. Lorsqu'une interruption se produit au cours du tour d'un joueur, sa séquence de jeu s'achève et c'est à l'adversaire de jouer.
Lors de son tour de jeu, le coach peut effectuer une action pour chacun de ses joueurs présents sur le terrain. Ces actions sont déplacements, blocages, blitz, transmission, agression ou passe.
- Les déplacements sont limités par le mouvement du joueur et permettent de positionner l'équipe dans une configuration offensive ou défensive adaptée à la situation. Quand ils sont effectués à proximité d'une zone de danger (au contact d'un adversaire) les déplacements peuvent nécessiter des jets d'esquive (basés sur l'agilité du joueur) pour éviter de se faire mettre au sol.

- Les blocages s'effectuent au contact d'un adversaire, dans le but de le mettre au sol. En fonction des scores de force des joueurs, un jet de dés permet de déterminer le résultat du blocage. Les joueurs se portant en assistance ainsi que l'équilibre des forces en présence influent sur les conditions de ce jet, qui peut être plus ou moins favorable.

- Chaque coach a le droit d'effectuer un blitz par tour, stratégie directement inspirée d'une fameuse manœuvre de football américain. Cette action donne droit à effectuer un déplacement au cours duquel un blocage aura lieu. Cette action très critique permet d'apporter un changement notable à l'équilibre du jeu et constitue un instant critique du tour de jeu.

- Chaque coach a le droit d'effectuer une transmission de balle, ainsi qu'une passe par tour. Les transmissions s'effectuent lorsque deux joueurs dont le porteur sont au contact, alors que les passes se font par un jet de la balle. Ce dernier est d'autant plus difficile qu'il est long et est sujet aux interceptions. Il se base sur le score de capacité de passe du lanceur et l'agilité du receveur.

- Chaque coach peut, une fois par tour, décider de faire commettre une agression à l'un de ses joueurs. Ce dernier s'en prend alors à un malheureux adversaire au sol. Cela peut résulter en une blessure plus grave pour le joueur ainsi piétiné, en l'exclusion par l'arbitre du joueur fautif, voire en les deux.

Enfin, le tour d'une équipe s'arrête lorsqu'un touchdown est marqué, que tous les joueurs ont effectué leur action, ou qu'une interruption a eu lieu. Ce dernier cas, fréquent, oblige les coachs à effectuer leurs actions avec une savante gestion du risque. Une interruption peut être soit la chute involontaire d'un joueur de l'équipe (au cours d'un blocage ou d'un déplacement), une quelconque perte de la balle, ou l'exclusion d'un joueur par l'arbitre.

#### Les caractéristiques des joueurs
Dans les règles actuelles, les joueurs ne sont plus définis que par 5 caractéristiques. Plus de paramètres existaient auparavant, mais ils ont été réduits dans un but de simplification et d'amélioration de la jouabilité de Blood Bowl. Ces caractéristiques sont :
- MV, le mouvement : Il caractérise le déplacement du joueur. Les joueurs les plus lents sont les Hommes-Arbres, avec un mouvement de seulement 2, tandis que les plus rapides d'entre eux sont les coureurs d'égouts skaven avec un mouvement de 9.
- AG, l'agilité : Elle caractérise la dextérité du joueur. Cette statistique permet au joueur de faire par exemple des esquives et de réceptionner des passes. Une Agilité de 2+ permettra de réussir une action physique standard avec 83 % de chances de succès[10].
- CP, capacité de passe : Elle indique l'habilité du joueur à effectuer une passe. Lorsqu'un joueur tente de faire une passe on lance un dé puis applique les différent bonus et malus. Le résultat doit être supérieur ou égale à la valeur de la caractéristique pour réussir à lancer le ballon sur la case ciblé.
- FO, la force : Cette valeur indique la force du joueur et lui sera précieuse dans les contacts (blocages). Lors d'un blocage, le nombre de dés lancés lors d'un blocage est en effet fonction du rapport des forces entre le bloqueur et le bloqué. Les joueurs plus forts effectuent donc plus facilement des blocages les favorisant, et sont plus durs à bloquer efficacement, car il faudra généralement amener des soutiens pour y parvenir. La force moyenne est 3, certains joueurs comme les bloqueurs orques noirs ou les golems de chair ont 4, et les « Balaises » généralement 5. En contrepartie, la plupart de ces brutes auront une agilité de 1 ou 2, ce qui réduira considérablement leurs possibilités en matière de jeu de balle.
- AR, l'armure : Cette valeur indique la résistance du joueur lorsqu'il subit un choc. Lorsqu'un joueur est plaqué, deux dés sont lancés. Si la somme obtenue est supérieure ou égale à l'armure du joueur, un jet de blessure est effectué. Dans ce cas, le joueur sera, au mieux, sonné, et au pire, tué. Les joueurs ayant 8+ ou moins en armure (elfes, gobelins...) sont fragiles tandis que ceux ayant 10+ ou plus (nains, orques...) sont vraiment résistants, et donc difficiles à sortir.

En plus de ces caractéristiques, il existe une quarantaine de compétences différentes. Certains joueurs en maîtrisent une ou deux dès leur recrutement, mais la plupart s'apprennent au fil des matchs et des gains d'expérience. Ces compétences, très variées, permettent de renforcer ou de spécialiser un joueur dans un domaine. Citons en quelques-unes:
- Joueur Vicieux : permet d'agresser plus efficacement un joueur (une agression est une action visant un joueur à terre, ce qui constitue une faute pouvant conduire à l'expulsion d'un joueur)
- Passe : permet de rejouer un jet de dé manqué lors d'une passe.
- Esquive : permet de rejouer un jet de dé manqué pour faire un déplacement s'éloignant du contact d'un adversaire, mais aussi permet le joueur du jet de blocage subit: "Pow!" (sauf si le bloqueur a la caractéristique Tackle)
- Châtaigne : permet d'augmenter d'un point le jet d'armure ou de blessure lorsque l'on parvient à plaquer un adversaire.

### Évolution des règles

#### Une évolution constante de l'environnement de jeu
À la manière des jeux de cartes à collectionner, Blood Bowl a vu son environnement de jeu changer fréquemment. Comme l'historique de ce jeu l'illustre, les règles ont largement évoluées depuis sa première édition. Blood Bowl a en effet connu pas moins de 8 types de règles officielles différentes, entre le nombre de versions du jeu et les différentes éditions du LRB.

#### Un système de règles adaptable
En plus d'un socle de règles de base, le système de jeu se rendait flexible en proposant, dès ses premières versions, des règles optionnelles (comportant des cartes spéciales que l'on pouvait garder secrètes jusqu'au moment où on les jouait) et des extensions de règles.
Devant un tel système, les joueurs étaient naturellement enclins à sélectionner l'ensemble de règles qu'ils souhaitaient voir en vigueur pendant leurs parties. De plus, d'aucun en profitaient pour corriger par des « règles maison » quelques déséquilibres flagrants du jeu.
D'autre part, les types d'équipes disponibles sont d'inépuisables sujets de discussion, et chaque joueur y va de sa proposition d'amélioration ou de création de nouvelle race. Certaines de ces propositions ont connu un vif succès auprès de la communauté, et sont regroupées dans l'ensemble des équipes non officielles.
Enfin, certains forums de joueurs dédiés à l'expérimentation de nouvelles règles ont connu une grande densité de propositions de nouveaux mécanismes et de nouvelles équipes. Ces forums, viviers des nouvelles évolutions du LRB, maintiennent Blood Bowl dans un état proche d'une sorte de projet communautaire ouvert, un peu à la manière des projets Open Source.
L'évolution fréquente des règles se veut assumée par le jeu, qui la tourne en dérision dans plusieurs des citations parcourant le manuel de jeu. L'une d'elles rapporte par exemple un match que les deux équipes ont chacune joué et remporté, chacune selon son propre système de règle.

## Liste des équipes
Blood Bowl propose de jouer des équipes composées de créatures imaginaires, issues de la mythologie développée dans l'univers de Warhammer.
Une trentaine d'équipes existent, chacune proposant une sélection de joueurs issus de la même race ou ayant une particularité commune. Un coach choisit une équipe, dans laquelle il achète des joueurs pour composer son effectif. 
La liste ci-dessous présente les équipes officielles, dans la version actuelle du jeu.
| Amazones                | Équipe composée de joueuses tribales, dont la principale faculté est d'esquiver les coups, ce qui rend plus difficile le blocage de leurs attaques. |
| Alliance du vieux monde | Equipe rassemblant des halflings, des humains et des nains, auxquels s'ajoutent un ogre ou un homme arbre. Cette équipe est la synthèse du jeu des trois équipes pré-citées. |
| Bas-fond                | Pendant chaotique de l'alliance du vieux monde, les équipes des bas-fonds regroupent des skavens, des gobelins et des snotlings. Ils s'adjoignent les services d'un troll ou d'un rat-ogre. |
| Elfes noirs             | Là où leurs cousins des bois déploient des séquences aériennes et élégantes, les elfes noirs ont un jeu rapide et vicieux. Dans leurs rangs, ils comptent notamment de redoutables assassins (tous les coups sont permis au Blood Bowl) ou encore les furies sorcières elfes.                                                                                               |
| Elfes Sylvains          | Les elfes des bois sont des joueurs agiles et rapides, qui privilégient le jeu de mouvement au jeu de contact sur lequel ils seront rapidement mis en difficulté. Ils peuvent s'adjoindre les services d'Hommes-arbres particulièrement puissants mais peu rapides. |
| Élus du Chaos           | Race vénérant les dieux maléfiques de l'univers Warhammer, le jeu très brutal de leurs guerriers du chaos et de leur Minotaure, dopé par le potentiel de charge des hommes-bêtes, en fait l'une des formations les plus violentes du jeu. |
| Gobelins                | Les Gobelins sont de craintives petites créatures, reconnues pour leur faible intelligence. On les trouve en compagnie de Trolls encore plus bêtes, pour une formation à première vue plus amusante que dangereuse. Les Gobelins utilisent la triche pour gagner ce qui amuse ces petits bonhommes.                                                                         |
| Gnomes                  | Equipe cousine des halflings, les gnomes s'en distinguent par la présence de profils de joueurs inédits : renards rapides et fragiles, gnomes accompagnées d'animaux et illusionnistes capables de changer de case lorsqu'ils sont la cible d'un blocage. |
| Halflings               | Equivalents, dans le monde de Warhammer, des Hobbits du Seigneur des anneaux, ces petites gens aux pieds poilus sont avant tout reconnus pour leur appétit. Au physique désavantageux pour jouer au Blood Bowl, ils sauront profiter des recettes de leur chef de cuisine pour compenser en partie ce handicap.                                                             |
| Hauts elfes             | Contrairement aux autres équipes elfes, les hauts elfes sont des joueurs très complets ayant développé le jeu de contact. Équipe sans véritable faiblesse, elle saura adapter son jeu et poser bien des difficultés à ses adversaires. |
| Homme-lézards           | Cette équipe très simple compte de puissants Sauriens pour garder ses lignes avant tandis que des Skinks, petits Hommes-Lézards frêles et rapides, cherchent à s'emparer de la balle pour rapidement filer droit sur l'enbut adverse. |
| Humains                 | Les humains sont des joueurs polyvalents, où coureurs rapides s'alignent aux côtés de solides (mais rapides) blitzers. Équipe complète dans tous les postes du jeu, elle saura donner du répondant en recrutant un terrible Ogre dans ses rangs ainsi que deux halflings pouvant être lancés par ce dernier.                                                                |
| Khemris                 | Inspirés des rois égyptiens, les Khemri comptent dans leurs rangs un nombre important de momies qui offrent à cette équipe une importante force de frappe. Elle est complétée de squelettes envoûtés par des kephrens magiques. |
| Khorne                  | Equipe affiliée à l'un des divinités du chaos de l'univers : Khorne. A l'image de son dieu tutélaire, cette équipe se concentre sur le combat avec une forte concentration de joueurs possédant la capacité Frénésie, tout cela au détriment des capacités de jeu de balle.                                                                                                 |
| Morts-vivants           | Cette formation est composée de créatures revenues d'entre les morts, momies, squelettes et zombies. Tous disposent de la capacité de régénération, qui les voit régulièrement se relever malgré les lourdes blessures subies. |
| Nains                   | Les nains ont toute la solidité qu'il faut pour jouer au Blood Bowl ; peu rapides, ils s'appuient sur leur force de percussion et peuvent compter sur leurs inventions telles le tromblon ou le roule-mort pour ébranler leurs adversaires. |
| Nains du Chaos          | Variation corrompue des nains, ils sont craints pour leurs puissants centaures pouvant lancer des charges dévastatrices dans les lignes adverses. Ils sont reconnus pour être l'une des meilleures formations du jeu. |
| Nécromantiques          | Déclinaison proche de l'équipe des Morts-vivants, les nécromantiques mêlent aux zombies des créatures fantastiques telles que des loup-garous et des spectres. |
| Noblesse impériale      | Autre équipe d'humains, caractérisée par ses bonnes capacités en défense grâce à ses quatre "gardes du corps" qui protègent deux nobles plus rapides. L'effectif est complété par des paysans et un ogre. |
| Nordiques               | Ces guerriers du Nord, assez semblables à ceux décrits dans la Mythologie nordique, sont des combattants farouches qui ne préfèrent pas s'encombrer d'armures. Très complets et redoutables en attaque, leur fragilité est leur inconvénient majeur. |
| Ogres                   | Cette équipe regroupe ces joueurs hors normes et puissants que sont les Ogres. Heureusement peu enclins à jouer au Blood Bowl, leur puissance physique inégalable est tempérée par un faible sens du jeu qui les désorientera quelque peu. |
| Orques                  | Les Orques sont des joueurs parmi les plus rugueux, dotés d'une forte résistance qui les rend très difficile à mettre hors d'état de nuire. Cette équipe est celle offrant le plus de diversité, disposant tout comme les humains de joueurs complets à tous les postes, et pouvant également inclure dans ses rangs de fourbes Gobelins et un puissant et peu malin Troll. |
| Orques noirs            | Équipe composée d'une variété d'orques lents et forts, accompagnés d'un troll et de gobelins comme joueurs de balle. La particularité des orques noirs est de posséder une compétence leur permettant de replacer leurs adversaires à leur convenance après un blocage. |
| Pourris de Nurgle       | Variante des équipes du Chaos, les joueurs de Nurgle sont caractérisés par leur pestilence qui les rend plus fragiles mais aussi plus contagieux. Ils joueront aux côtés d'une Bête de Nurgle pouvant aller jusqu'à transformer un joueur adverse en un guerrier de Nurgle rejoignant ses rangs.                                                                            |
| Renégats du chaos       | Anciennement connue sous le nom de Pacte du Chaos, cette équipe est construite autour de 3 "big guys" auxquels s'ajoutent un elfe noir, un orque, un skaven, un gobelin et des humains. |
| Skavens                 | Les hommes-rats se caractérisent avant tout par leur impressionnante rapidité, que les elfes sylvains eux-mêmes ont du mal à égaler. En gagnant de l'expérience, leurs coureurs d'égouts peuvent facilement devenir des joueurs capables de marquer en un tour, pouvant ainsi renverser la tendance d'une partie dans l'ultime prise de balle.                              |
| Snotlings               | Cousins éloignés des gobelins, encore plus chétifs et fragiles, les snotlings compensent ce désavantage manifeste en ayant recours eux aussi à plusieurs armes secrètes dont deux chariots massifs. |
| Union elfique           | Le succès des équipes elfiques lors des tournois de Blood Bowl les a encouragé à fonder des équipes professionnelles, spécialisées dans le beau jeu. |
| Vampires                | Les Vampires combinent puissance physique et agilité. Ils seraient sans doute des joueurs exceptionnels s'ils ne succombaient régulièrement à une soif de sang effrénée. Pour cela, leur équipe est composée pour moitié d'esclaves, qui permettent à leurs maîtres d'assouvir leur soif en cours de partie.                                                                |

A ces équipes s'ajoute une 30e non officialisée par Games Workshop, les Slanns, qui est autorisée lors des évènements affiliés à la NAF.

## Ressources et communautés Blood Bowl

### La longévité de Blood Bowl
Bien après la publication de sa dernière édition, Blood Bowl a su rester un jeu vivant pour plusieurs raisons. D'une part, il bénéficie d'une communauté de joueurs active qui s'est regroupée sur Internet. D'autre part, l'éditeur continue d'imprimer des versions du jeu et de commercialiser des figurines permettant de représenter fidèlement les joueurs des différents types d'équipes. Une autre raison à cette longévité est la présence de sites animés par des bénévoles et fédérant les annonces de tournoi régionales ainsi que des ligues virtuelles basées sur des outils logiciels libres. Enfin, le créateur du jeu n'a jamais abandonné son projet et des mises à niveau successives des règles ont permis d'enrichir le système et de le perfectionner au fil des années.

### Les apports de communautés
La communauté virtuelle brise les distances et fédère des quantités plus importantes de joueurs. Avant l'avènement de l'ère numérique, la pérennité d'un jeu spécialisé nécessitait une proximité géographique de ses pratiquants. Faute de cela, le manque de pratique de ce jeu le voyait péricliter (comme ce fut le cas de nombreux jeux de cartes à collectionner). Aujourd'hui la communauté peut être disparate géographiquement mais dispose de points de regroupement sur Internet, et peut ponctuellement se rassembler en nombre à l'occasion de manifestations.
La communauté offre un support d'organisation d'activités, qu'il soit dans le recensement des joueurs, dans la mise en place d'un calendrier regroupant des tournois localisés partout dans le monde, et dans l'organisation de parties virtuelles via des logiciels.
L'aspect pratique du jeu bénéficie également des apports de sa communauté virtuelle. D'une part, l'adhésion à certains groupes permet d'obtenir du matériel de jeu rare comme des dés de blocage ou de figurines promotionnelles. D'autre part, les logiciels de jeu disponibles synthétisent automatiquement toutes les règles du jeu et fournissent une interface simple d'usage. Alors que dans le jeu de société le calcul et l'application des règles, ainsi que les jets de dés, prenaient un temps certain et qu'une partie pouvait durer plusieurs heures, ces nouvelles facilités techniques rendent les parties plus faciles à jouer, et sensiblement plus rapides. En effet, une partie sur JavaBBowl dure environ une heure.

### Les groupes de jeu

#### La NAF
Aujourd'hui, une association de joueurs, The NAF fédère l'organisation de tournois partout dans le monde et permet à ses membres de disposer des très recherchés dés de blocage, accessoire de jeu indispensable qui n'était présent que dans la dernière édition du jeu.

#### Fumbbl.com
Sur fumbbl.com, des centaines de parties sont quotidiennement jouées. Côté francophone, francebloodbowl.com regroupe des ligues seulement en français et compte la plus grande base de données des joueurs français, tandis qu'Armagueddon est une ligue dans la langue de Molière au sein de Fumbbl.com. La communauté francophone internationale compte plusieurs autres ligues dont Blood Bowl Québec.
La Rule Vault est une section du site de l'éditeur, en anglais, dans laquelle les passionnés partagent leurs expériences du jeu, leurs suggestions d'évolutions, et construisent le futur du jeu sous l'œil attentif de son concepteur qui fédère ces initiatives.
Depuis la version PC, de nombreuses ligues ont vu le jour. Ainsi, saison après saison, le Franco Bowl s'est vu octroyer une place de choix avec un nombre constant de joueurs participant aux différentes compétitions proposées.

#### La Fédération Belge de Blood Bowl
Les premières ligues de Blood Bowl sont apparues en Belgique dans les années 90 (Ostende, Gand, Anvers, Louvain, Turnhout, ...).
Le premier tournoi officiel a eu lieu à Ostende en 2003, le Brassbowl. 
La Fédération Belge de Blood Bowl - BBBF - a été fondée dans les années qui suivent pour rassembler les joueurs de la communauté Belge de Blood Bowl.

### Logiciels de jeu

#### Jeux vidéo
- Blood Bowl (1995) a été adapté en sur PC (MS-DOS) par Strategic Simulations, Inc.. Il s'agit d'une reproduction fidèle du jeu de société, basée sur les règles de la troisième édition et proposant de jouer les équipes officielles de cette version[17].

- Chaos League publié en 2004, développé par la société française Cyanide sur PC (Windows) librement inspiré de Blood Bowl. Initialement, ce jeu devait être une adaptation du jeu de société, mais un différend entre Cyanide et Games Workshop n'a pas permis que cette licence soit obtenue. Chaos League a donc dû être remanié en cours de développement, afin que ses règles soient suffisamment différentes du jeu de société. Malgré ce revers, ce jeu a connu un certain succès, et une extension, Chaos League: Mort Subite, a même été publiée.

- Blood Bowl (2009)[18] est le résultat d'un accord finalement obtenu entre Cyanide et Games Workshop en 2006. Le jeu a été adapté sur plusieurs plates-formes : PC (Windows), Xbox 360, Nintendo DS, PlayStation Portable.
- Blood Bowl 2 (2015)
- Blood Bowl 3 (2021)

#### Jeu en ligne
- JavaBBowl est une réplique à l'identique du jeu de société, appliquant les règles de la quatrième édition (BB2016). Programmé en Java, ce logiciel permet à quiconque de jouer en ligne. Il a été développé par un joueur américain connu sous le pseudonyme de SkiJunkie.

- FUMBBL.com permet d'utiliser JavaBBowl de manière intégrée dans le cadre d'un site communautaire, et comprend de très nombreuses ligues auxquelles des joueurs de partout dans le monde participent. Le site est maintenu bénévolement par un joueur suédois, Christer Kaivo-oja.

- ENEFEL2.com est un jeu collaboratif gratuit en français ou anglais qui permet d'incarner deux joueurs au sein d'équipes composées de joueurs de plusieurs races.  Il est aussi d'endosser le rôle de coach et de recruter les joueurs, préparer les stratégies et faire vivre l'équipe. Au fil de la carrière de vos deux joueurs, avec l'expérience amassée, les joueurs ont accès à de nouvelles compétences et profils de joueurs tel que lanceurs, coureurs, blitzers, bloqueurs, "big guy", etc. Les équipes s'affrontent sous la forme d'un championnat composé de plusieurs ligues. Le site est maintenu bénévolement par un joueur connu sous le pseudonyme de Manest.

## Vocabulaire
BlodgerContraction des mots anglais block et dodge. Joueur doté à la fois de compétences d'esquive et de blocage, et de ce fait très difficile à stopper.
One-turnerJoueur cumulant mouvement élevé et compétences de déplacement, lui permettant de se déplacer de plus d'une moitié de terrain en un seul tour. Un tel joueur peut marquer un touchdown en un seul temps de jeu et est capable de renverser une partie.
RelancePermet de rejouer un lancer de dé raté. Il existe des relances spécifiques aux joueurs, et des relances d'équipes. On l'abrège communément en RR, acronyme de l'anglais Re-Roll.
RosterÉquipe, feuille d'équipe. Elle comprend la liste des joueurs, leurs compétences et expérience, les finances du club, son classement, et tous les assistants (apothicaire, pom-pom girls, sorciers...).
Skull, double SkullChaque dé de blocage porte un crâne sur l'une de ses six faces. Ce résultat indique un échec du blocage, quel que soit le résultat. Un skull, ou double skull lorsqu'on lance deux dés, est donc un échec. Le double skull est un résultat malchanceux car il a moins de 3 % de chances de se produire.
TDAbréviation de touchdown. Le but du jeu est de marquer des essais ; cela consiste en apporter la balle dans la zone d'en-but adverse. On l'abrège communément en TD.
TRAbréviation de Team Rating désigne le classement d'une équipe, fonction de son effectif et de son expérience, de ses moyens financiers et de ses assistants.